# Erika Alm
Erika Alm, född 28 oktober 1975, är docent i genusvetenskap och vicedekan vid Humanistiska fakulteten vid Göteborgs universitet.
Hon disputerade i idéhistoria 2006, på avhandlingen ”Ett emballage för inälvor och emotioner”: Föreställningar om kroppen i statliga utredningar från 1960- och 1970-talen. Mellan 2009 och 2011 var hon postdoktor vid Umeå center för genusstudier vid Umeå universitet. Från 2011 var hon lektor i genusvetenskap vid Göteborgs universitet.
I sin forskning har hon, med utgångspunkt i feministisk, politisk och kulturvetenskaplig teori, undersökt normer kring kropp, kön och begär, särskilt som de framträder inom medicinsk expertkunskap och lagstiftning, till exempel frågor rörande abort, sterilisering och könskorrigering.